# SHISHAMO 5
『SHISHAMO 5』（シシャモ ご）は、SHISHAMOの5枚目のオリジナル・アルバム。2018年6月20日にGOOD CREATORS RECORDS / UNIVERSAL SIGMAから発売された。

## 概要
- 前作『SHISHAMO 4』から約1年4ヶ月ぶりオリジナル・アルバム。2018年4月8日、SHISHAMO ワンマンツアー2018春「ドキドキしながら手を握ったのは、君には見えないあの娘が大人になるのが怖かったから」の愛知県公演でリリースが発表になった[8]。
- 6月6日から、iTunesプレオーダー受付が開始された。プレオーダー特典としてライブ映像「明日も -VIVA LA ROCK 2018 ver.-」が付属した[9]。
- 通常盤と完全生産限定盤の『SHISHAMO 5 NO SPECIAL BOX』の2形態で発売された。完全生産限定盤はCD『SHISHAMO 5』と、宮崎朝子描き下ろしデザインの「SHISHAMO 5 オリジナルTシャツ」が、特製オリジナルポーチに封入された仕様[8]。
- 購入者特典として、タワーレコード・TSUTAYA・HMV・Amazon・その他対象店舗では、『「SHISHAMO 5」きせかえジャケットステッカー』が付けられた[10]。
- 2018年6月24日にCDデビュー5周年と『SHISHAMO 5』の発売を記念して、「SHISHAMO NO FREE LIVE!!! 〜ただいま川崎2018 番外編〜」がラ チッタデッラ 中央噴水広場で開催された。入場は無料で、観覧の条件は『SHISHAMO 5』のCDを持参することだった[11][12]。
- 本作を引っ提げ、SHISHAMO ワンマンツアー2018-2019「ねぇ、あなたとあの娘は夢でしか逢えない間柄なのにどうして夜明けにキスしてたの？」が2018年11月2日から2019年3月2日まで行われた[13][14]。
- メンバー監修によるバンドスコアブックの 『バンド・スコア　SHISHAMO 「SHISHAMO 5」』が2019年3月30日に発売された[15]。

## 収録内容
通常盤
| 全作詞・作曲: 宮崎朝子。 |                          |           |            |                                                            |      |
| #                        | タイトル                 | 作詞      | 作曲・編曲 | 編曲                                                       | 時間 |
| 1.                       | 「ねぇ、」               | 宮崎朝子  | 宮崎朝子   | 宮崎朝子・小林武史                                         | 3:40 |
| 2.                       | 「ドキドキ」             | 宮崎朝子  | 宮崎朝子   | SHISHAMO                                                   | 3:40 |
| 3.                       | 「笑顔のおまじない」     | 宮崎朝子  | 宮崎朝子   | SHISHAMO                                                   | 3:53 |
| 4.                       | 「あなたと私の間柄」     | 宮崎朝子  | 宮崎朝子   | SHISHAMO、宮崎朝子・高野勲（エレクトリックピアノアレンジ） | 3:53 |
| 5.                       | 「夢で逢う」             | 宮崎朝子  | 宮崎朝子   | SHISHAMO                                                   | 4:11 |
| 6.                       | 「あの娘の城」           | 宮崎朝子  | 宮崎朝子   | SHISHAMO                                                   | 3:25 |
| 7.                       | 「BYE BYE」              | 宮崎朝子  | 宮崎朝子   | SHISHAMO、宮崎朝子・高野勲（ピアノアレンジ）               | 4:25 |
| 8.                       | 「同窓会」               | 宮崎朝子  | 宮崎朝子   | SHISHAMO                                                   | 3:53 |
| 9.                       | 「ほら、笑ってる」       | 宮崎朝子  | 宮崎朝子   | SHISHAMO                                                   | 5:08 |
| 10.                      | 「サボテン」             | 宮崎朝子  | 宮崎朝子   | SHISHAMO                                                   | 6:17 |
| 11.                      | 「ロマンチックに恋して」 | 宮崎朝子  | 宮崎朝子   | SHISHAMO、宮崎朝子・高野勲（ストリングスアレンジ）         | 3:25 |
| 12.                      | 「水色の日々」           | 宮崎朝子  | 宮崎朝子   | 宮崎朝子・小林武史                                         | 4:52 |
| 13.                      | 「私の夜明け」           | 宮崎朝子  | 宮崎朝子   | SHISHAMO、宮崎朝子・高野勲（ストリングスアレンジ）         | 6:02 |
| 合計時間:                | 合計時間:                | 合計時間: | 56:52      |                                                            |      |

完全生産限定盤「SHISHAMO 5 NO SPECIAL BOX」
- 「SHISHAMO 5 オリジナルTシャツ」と特製オリジナルポーチ付属

## 楽曲解説
1. ねぇ、
  - 『カルピスウォーター』大・告白篇のCMソングのために書き下ろされた曲。SHISHAMOは同商品のCMソングを春期の「水色の日々」に続き、2期連続で担当した[16]。「水色の日々」と同じく、プロデューサーに小林武史を迎えて制作され、小林はキーボードで演奏に参加している[17][18]。
  - 「水色の日々」と「ねぇ、」は、どちらも“伝える”がテーマで、CMの絵コンテに基づいて並行して制作された。当初宮崎は、「ねぇ、」を春期のCMのつもりで作っていたが、カルピスサイドから「夏季のCMソングはロックな感じの作品を」という要望があり変更したと明かしている[19]。
  - 6月4日から「ねぇ、」のミュージック・ビデオがGYAO!にて先行配信が開始され[20]、6月11日に公開された。監督を務めたのはフカツマサカズ[21]。
  - この曲の歌詞が入ったスペシャルパッケージの『カルピスウォーター』が6月12日から販売開始された[22]。
  - 7月20日、TBS系『A-Studio』に出演し、スタジオライブが披露された[23]。
  - 2021年にABEMA『今日、好きになりました。春桜編』の主題歌に起用された[24]。
2. ドキドキ
  - 8thシングル「水色の日々」のカップリング曲。
  - JTB『ダイナミックJTB』のCMソング[25]。
3. 笑顔のおまじない
  - 6thシングル「BYE BYE」のカップリング曲。
  - フジテレビ系『めざましどようび』のテーマソング[26]。
  - 『ファイト！川崎フロンターレ』のエンディングテーマ曲[27]。
4. あなたと私の間柄
  - 歌詞が「主人公」からではなく、“同棲”という「関係性」から制作された曲[19]。
5. 夢で逢う
  - 宮崎の実話が制作のきっかけになった曲で、目が覚めてベッドの上で作ったと明かしている[19]。
  - ギターソロはエフェクターのEBOWが使用されており、昔好きだった人が夢に出てきた際の自己嫌悪や混乱が爆音で表現されている[17][19]。
6. あの娘の城
  - 自分の書く曲の主人公が好きだという宮崎は、怖いと言われてしまうこともあるこの曲の主人公のことも「かわいい」「いじらしい」と話している[17][19]。
  - ソリッドなロックサウンドに仕上がっており、「こういう発散できる曲を3人でやるのは楽しかった」とレコーディングでの盛り上がりを振り返っている[19]。
7. BYE BYE
  - 6thシングル。
  - ベネッセ 進研ゼミ中学講座「ニガテつぶしの夏」篇のCMソング[28]。
8. 同窓会
  - 同窓会がテーマの曲。「男の子目線の曲を久しぶりに書きたかった」、曲調としては「個々の楽器が活躍している曲にしたかった」と説明している。SHISHAMOとしては珍しい4つ打ちの曲となった[19]。
9. ほら、笑ってる
  - 7thシングル。
  - 映画 『ミックス。』の主題歌[29]。
10. サボテン
  - 7thシングル「ほら、笑ってる」のカップリング曲。
  - 映画 『ミックス。』の挿入歌[29]。
11. ロマンチックに恋して
  - 8thシングル「水色の日々」のカップリング曲。
  - 三井住友カード 『Apple Pay』のCMソング[30]。
12. 水色の日々
  - 8thシングル。
  - 『カルピスウォーター』大・卒業編のCMソング[31]。
13. 私の夜明け
  - SHISHAMOの曲は、マンガや小説を読むような感覚で楽しんでもらいたいという思いからフィクションとして作ることが多いが、この曲は宮崎が普段思ってることを書いた曲だという[19]。2017年10月にワンコーラスだけ作りそのまま寝かせていたものを、アルバム制作を始めた際にフル尺で完成させた[17][32]。
  - 2018年5月21日、FM802『ROCK KIDS 802』でラジオ初オンエアされた[33]。
  - 6月6日、ミュージック・ビデオが公開された。監督を務めたのは、林響太朗。眠れず悶々とする夜を一人で過ごしていくうちに朝になるという日常の風景をワンカットで撮影し、宮崎の姿や表情、光の明暗によって心の揺れ動く様が表現された作品に仕上がっている[34]。

## 参加ミュージシャン

### SHISHAMO
- 宮崎朝子：Guitar, Vocal
- 松岡彩：Bass
- 吉川美冴貴：Drums

### 外部ミュージシャン
- 小林武史：Keyboards (#-1・#-12)
- 高野勲：Electric Piano (#-4),  Piano (#-7)
- 四家卯大：Strings (#-11),  Cello (#-13)
- 安達練：Programming (#12)